# 클라렌스는 엉뚱해!
《클라렌스는 엉뚱해!》(영어: Clarence 클래런스[*])는 카툰 네트워크의 스카일러 페이지가 기획한 미국의 애니메이션 시리즈이다. 이 작품은 낙관적인 사고를 지닌 어린 소년 클라렌스와 그의 가장 친한 친구들인 제프와 스모의 이야기를 다루고 있다. 과거 《어드벤처 타임》의 스토리보드 작가이자 《Secret Mountain Fort Awesome》의 스토리보드 편집자로 카툰 네트워크에서 근무했던 스카일러 페이지는 이 시리즈를 개발하기 위해 2012년 카툰 네트워크 스튜디오에서 단편을 제작하였다.
2014년 2월 17일 카툰 네트워크에서 개최하여 방송된 홀 오브 게임 시상식(Hall of Game Awards)을 통해 이 작품의 파일럿이 공개되었고, 2014년 4월 17일 약 230만 명의 시청자를 기록하며 첫 편이 방송되었다.

## 개요
이 작품은 낙천적인 10살 소년 클라렌스 웬들과 그의 친한 친구들인, 지적인 부류에 속하는 제프와 눈앞의 문제에 대해 극단적인 조치를 취하는 스모의 일상 생활을 다룬다. 클라렌스는 애리조나주의 가상 도시인 애버데일에서 그의 어머니인 메리와 그녀의 애인인 채드와 함께 생활한다. 각 에피소드들은 클라렌스와 그의 친구들이 일상에서 발생하는 상황이나 문제와의 직면, 일상 경험과 모험을 중점으로 한다.

## 등장인물
- 클라렌스 웬들 (Clarence Wendle; 성우: 스카일러 페이지 (1–32화와 35–36화), 스펜서 로스벨 (33–34화와 37–130화)/심규혁) – 항상 재미를 추구하는 10살 소년으로 모든 사물과 사람을 순수하게 바라보고 모든 것들을 해보고 싶어한다. 물질적 소유보다 친구를 더 소중하게 생각한다.
- 제프리 "제프" 렌델 (Jeffrey "Jeff" Randell; 성우: 션 지암브론/탁원정) – 클라렌스의 친구들 중 지적인 부류에 속하며 정육면체 모양의 머리를 갖고 있다.
- 라이언 "스모" 스모스키 (Ryan "Sumo" Sumouski; 성우: 톰 케니 (본편), 제이슨 마즈든 (파일럿)/이경태) – 10살 소년으로 클라렌스의 친한 친구이다. 본능에 따라 행동하며, 문제가 발생하면 대충 넘어가거나 극단적으로 해결하려 한다.
- 메리 웬들 (Mary Wendle; 성우: 케이티 크라운/최하나)
- 찰스 “채드” 캐스웰 3세 (Charles "Chad" Caswell lll; 성우: 에릭 에델스타인/홍진욱)

## 더빙
- 심규혁 - 클라렌스 役
- 탁원정 - 제프 役
- 이경태 - 스모 役
- 최하나 - 메리 役
- 홍진욱 - 채드 役
- 박상훈 - 벤슨 役
- 윤동기 - 네이든 役
- 이소은, 이재현

- 번역 - 서승희
- 녹음 - 이광우, 이선주
- 마스터 편집 - 강상필
- 우리말 연출 - 신비

## 에피소드
| 시즌 | 시즌   | 회수   | 방송 날짜                                           | 방송 날짜                                           |
| 시즌 | 시즌   | 회수   | 시즌 시작                                           | 시즌 종료                                           |
| ---- | ------ | ------ | --------------------------------------------------- | --------------------------------------------------- |
|      | 파일럿 | 파일럿 | 2013년 7월 27일 (온라인) 2014년 2월 17일 (텔레비전) | 2013년 7월 27일 (온라인) 2014년 2월 17일 (텔레비전) |
|      | 1      | 51     | 2014년 4월 14일                                     | 2015년 10월 27일                                    |
|      | 2      | 39     | 2016년 1월 18일                                     | 2017년 2월 3일                                      |
|      | 3      | 40     | 2017년 2월 10일                                     | 2018년 6월 24일                                     |

## 수상 및 임명
| 연도 | 시상식                              | 수상 부문                                                     | 후보                   | 결과 |
| ---- | ----------------------------------- | ------------------------------------------------------------- | ---------------------- | ---- |
| 2013 | Primetime Creative Arts Emmy Awards | 최우수 단편 애니메이션                                        | 〈Clarence〉 (파일럿)  | 후보 |
| 2015 | 영국 아카데미 어린이상              | 국제                                                          | 《클라렌스는 엉뚱해!》 | 후보 |
| 2016 | 애니상                              | Best Animated TV/Broadcast Production For Children’s Audience | 〈거북이모자〉         | 후보 |